# Nicolasa Machaca
Nicolasa Machaca Alejandro (Poopó, Oruro, 1952) é uma dirigente sindical boliviana e técnica em saúde. Camponesa de etnia quechua, aprendeu a ler e foi promotora de leitura. Impulsionou clubes de mães para capacitar às mulheres. Unificou os esforços de organizações de ajuda às comunidades. Em 1980 foi fundadora da Federación de Mujeres sindicalistas Bartolina Sisa.  No final de 1980 foi encarcerada e torturada por seu ativismo social e precisou fugir do país. Depois de uma estadia em Cuba, regressou à Bolívia e em 1985, inscreveu-se no Instituto Politécnico Tomás Katary onde se graduou como técnica em saúde. Em 2005 foi uma das mil mulheres de 150 países indicadas ao Prêmio Nobel da Paz.

## Biografia
Nasceu no seio de uma família de agricultores e desde menina foi discriminada por ser mulher. Pastoreou ovelhas e vacas, cultivou batatas e feijões. Lutou para aprender a ler e escrever. Aos 10 anos, seu pai a matriculou na escola de Poopó mas era a maior da classe e o centro das provocações, e por isso não voltou.
Teve outra oportunidade em 1968, e enquanto Domitila Chungara denunciava ante o mundo o Massacre de San Juan, Nicolasa exercia seu primeiro ato de rebeldia: aprender a ler e a escrever. Em Kurawara, uma comunidade do ayllu Catamarca (Oruro), os homens não viam com bons olhos que uma imilla participasse em suas reuniões representando a seu pai, e que fosse a líder designada para os cursos de alfabetização. No entanto, as mulheres a encorajaram.
Aos 15 anos participou numa reunião do Clube das Mães. Ainda não era mãe mas ali a ensinaram a ler. Era 1970. Um ano depois converteu-se na presidenta do clube.
Começou a tomar mais oficinas, conheceu a líderes da província e em 1974, foi a delegada de sua ayllu no Congresso de Mulheres Camponesas em Condurire (Oruro).
Em 1977, Nicolasa deixou Kurawara e instalou-se em Oruro. Tinha sido eleita como dirigente máxima das mulheres de sua província e tal responsabilidade demandava sua translado à capital mineira com o objetivo de visitar comunidades e capacitar mulheres.  As organizações camponesas de Oruro cresceram até somar 300 e nelas oferecia oficinas de liderança, participação e produção. Seu prestígio cresceu até que a designaram líder de todo o departamento.
Como promotora de artesanato viajou por todo o país e conhecendo sindicatos e questionando a falta de mulheres neles. Sua pergunta deu origem à Federação de Sindicatos de Trabalhadoras de Oruro.
No final de 1980 era considerada uma ameaça pelo regime de Luís García Meza Tejada e em uma noite, no final de 1980, enquanto celebrava uma reunião na central orureña, os militares irromperam, golpearam-na e transladaram-na ao quartel de Oruro.
Depois de dois meses de cárcere, interrogatórios e torturas, em princípios de 1991 o corpo de Nicolasa foi atirado sobre a carroceria de um caminhão e transladado até um ponto da província Santistevan (Santa Cruz). Deixaram-no ali em outro caminhão que a levou até La Paz. Refugiou-se na casa de uma colega de luta, que lhe conseguiu um médico e a ajudaram a sair do país. Via Lima chegou até a Havana onde foi transladada ao hospital e conseguiu salvar as pernas.
Permaneceu um ano e meio em Cuba “Me aboqué a aprender qué era la política, la economía y qué era eso de lo que hablaban tanto: el capitalismo y marxismo-leninismo”, explicou posteriormente Nicolasa.
Finalmente retornou a Bolívia e refugiou-se no trabalho. Durante um ano e meio dedicou organizar as mulheres de sua comunidade para passar da instituição sindical à produtiva. Em 1984 voltou a deixar seu ayllu e partiu para o Século XX, para trabalhar na rádio Pío XII. Em 1985, inscreveu-se no Instituto Politécnico Tomás Katary e se graduou como técnica em saúde.  Em 1988 dirigia projetos no mesmo instituto e comandava a um grupo de médicos, enfermeiras e agrônomos que brindavam serviços a mais de 30 comunidades do norte potosino.
Fundadora da Federação de Mulheres Camponesas Bartolina Sisa, nunca abandonou a luta sindical, mas a complementou com serviço social.
Em 2011 foi a primeira presidenta da Organização Social de Mulheres Quechuas "Juana Azurduy" para capacitar às mulheres de dez bairros periubanos de Sucre em organização, saúde, educação e capacitação técnica.

## Vida pessoal
Em 1991 casou-se com Benjamín Cuéllar. Conheceu a seu colega enquanto dirigia a um grupo sanitário que brindavam serviço às comunidades do norte potosino.  Três anos mais tarde foram viver em Sucre, onde criaram a seus três filhos: Rosa, Ernesto e Carmen Julia.